# Нижний Сырьез
Нижний Сырье́з — деревня в Алнашском районе Удмуртии. Входит в Писеевское сельское поселение. 

## География
Находится в 13 км к северу от села Алнаши и в 73 км к юго-западу от Ижевска. Расположена на правом берегу реки Чаж.

## История
По итогам десятой ревизии 1859 года в 57 дворах казённой деревни Сирьез Нижний Можгинской волости Елабужского уезда Вятской губернии проживали 173 жителя мужского пола и 138 женского, работали 2 мельницы. В 1861 году открыт приход Покровской церкви села Большая Кибья, в состав нового прихода переданы несколько селений в том числе деревня Нижний Сырьез.
В 1921 году, в связи с образованием Вотской автономной области, деревня передана в состав Можгинского уезда. В 1924 году при укрупнении сельсоветов вошла в состав Писеевского сельсовета Большекибьинской волости. В 1929 году упраздняется уездно-волостное административное деление и деревня причислена к Алнашскому району. В 1930 году в деревне Нижний Сырьез образована сельхозартель (колхоз) «Батыр».
- Никифоров Роман Никифорович (1892 г.р.) — арестован 26 июля 1937 года. Приговор: ВМН. Расстрелян 22 сентября 1937 года.
- Волкова Евдокия Егоровна (1887 г.р.) — приговорена 17 июля 1943 года. Приговор: Высылка 5 лет.

В 1937 году образован Пычасский район, Писеевский сельсовет передан в состав нового района. В 1949 году деревня передана в Ивановский сельсовет, а 1954 году сельсовет упразднён и деревня вернулась в состав Писеевского сельсовета. В 1951 году проводится укрупнение сельхозартелей, колхозы нескольких соседних деревень объединены в один колхоз «имени Ильича», центральная усадьба которого размещена в деревне Нижний Сырьез. В 1956 году Пычасский район упразднён и Писеевский сельсовет вернулся в состав Алнашского района. С 1963 по 1966 годы Писеевский сельсовет временно упразднён и его населённые пункты входили в состав Большекибьинского сельсовета.
16 ноября 2004 года Писеевский сельсовет был преобразован в муниципальное образование «Писеевское» и наделён статусом сельского поселения.

## Население
| 2008 | 2010 | 2012 |
| ---- | ---- | ---- |
| 495  | →495 | ↘479 |

## Инфраструктура
Личное подсобное хозяйство с зоной сельскохозяйственного использования, индивидуальная застройка усадебного типа.
Основа экономики — сельское хозяйство.
- Нижне-Сырьезская средняя школа — 150 учеников в 2008 году[13]

## Транспорт
Автобусное сообщение с райцентром. Остановка общественного транспорта «Нижний Сырьез». 